# دين هوفمان
دين هوفمان (13 يناير 1966 في المملكة المتحدة - ) (بالإنجليزية: Dean Hoffman)‏ هو لاعب كريكت بريطاني. لعب مع Cambridgeshire County Cricket Club ‏ ونادي وارويكشاير للكريكيت ‏ ونادي مقاطعة نورثامبتونشير للكريكت ‏.

## وصلات خارجية
- دين هوفمان على موقع إي آس بي آن كريك إنفو (الإنجليزية)